# Hattisch
Hatti of (Proto-)Hattisch is de taal van de oude inheemse bevolking, de Hattiërs, die in Anatolië verspreid leefden voor daar het Hettitische rijk werd gesticht en het Hettitisch (ook wel Hittitisch genoemd) er de overhand kreeg. Het Hatti is een agglutinerende taal en, anders dan het Hettitisch, geen Indo-Europese taal en wordt beschouwd als een isolaat. Hattisch werd in het gebied gesproken vanaf ongeveer de 20e tot de 12e eeuw v.Chr.
De Hettitische term voor het Hattisch was hattili, naar de naam van de stad Hattusa. De term 'Hettiet' is afkomstig van het Bijbelse Heth, dat heel waarschijnlijk verband hield met de Assyrische en Egyptische benaming voor het "Land van de Hatti" (Khatti) ten westen van de Eufraat. Het is niet bekend welke naam de autochtone bevolking der Hattiërs aan hun eigen taal gaf.
Door de komst van de Hettieten werd het Hatti verdrongen door de Anatolische talen die door de nieuwkomers werden gesproken. Het werd wel een belangrijk substraat van het Hettitisch, dat er talloze leenwoorden aan overhield. De nieuwkomers behielden bovendien de naam Hatti voor de streek en het Hattisch bleef in gebruik als liturgische taal tot aan de val van het Hettitische rijk rond 1200 v.Chr.
De Hettieten schreven sommige passages in hun spijkerschrift-teksten in het Hatti en lieten deze passages dan voorafgaan door het woord hattili.
Alhoewel het Hatti algemeen als een isolaat wordt gezien, brengen bepaalde onderzoekers deze taal in verband met Kaukasische talen, zoals het Abchazisch of de taalgroep van het Kartvelisch, die evenals het Hatti geen grammaticale geslachten kennen, maar wel het gebruik van voorvoegsels.
Hattische documenten van Hattusa zijn geregistreerd met de nummers CTH 725-745. Daarvan bevatten CTH 728, 729, 731, 733, en 736 een Hattische hymne voor het festival van Nerik. Andere steden die in het Hattisch worden vernoemd zijn Tuhumiyara en Tissaruliya. Verder zijn er Hattische teksten in Sapinuwa, die pas in 2004 werden gepubliceerd.